# Polypodoside A
La polypodoside A est une saponine à la saveur sucrée intense naturellement présente dans le rhizome du Polypodium glycyrrhiza.

## Histoire
La polypodoside A a été découverte en 1930 dans une fougère originaire d'Amérique du nord, sa structure a été caractérisée en 1988 puis révisée en 1994 de 22S, 25R, 26S en 22R, 25S, 26R.
D'autres composés de structure similaire ont été identifiés dans le même rhizome en 1989, la polypodoside B et C, ainsi que dans le polypode commun en 1969, l'osladine (500 fois supérieur à celui du saccharose).

## Propriétés
La polypodoside A est un hétéroside de la famille des stéroïdes. Son aglycone est le polypodogénine. Elle est faiblement soluble dans l'eau. Elle est non mutagène et non toxique chez la souris jusqu'à 2 g·kg-1 de poids corporel.
Elle possède un pouvoir sucrant de 600 (comparé à une solution de saccharose à 6 %) de profil similaire au saccharose, cependant accompagné par un arrière-goût de réglisse qui perdure en bouche. L'autre désavantage de cet édulcorant est sa faible solubilité dans l'eau.
Le pouvoir sucrant de la polypodoside B n'a pas été évalué mais il est considéré comme étant moindre que celui de la A, tandis que la C possède un goût neutre.